# Władysław Stecyk

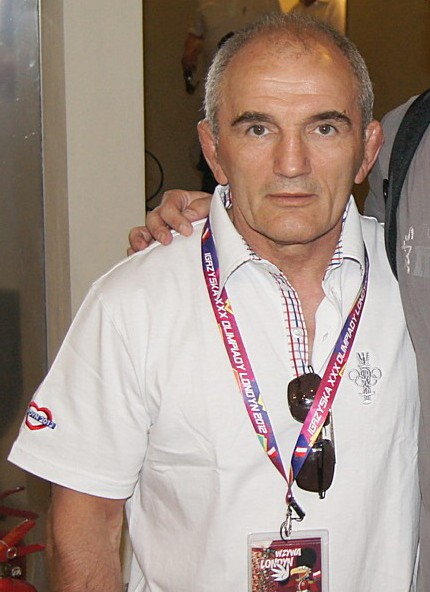
Władysław Stecyk 2012

Władysław Stecyk (* 14. Juli 1951 in Radowo Małe) ist ein ehemaliger polnischer Ringer und Silbermedaillengewinner bei den Olympischen Spielen 1980 in Moskau im freien Stil im Fliegengewicht.

## Werdegang
Władysław Stecyk begann als Jugendlicher beim Sportverein LKS Zieloni Stargard Szceciński mit dem Ringen. Später wechselte er zum polnischen Spitzenverein WKS Grunwald Poznań. Bei einer Größe von 1,56 m und einem Gewicht von 52 kg rang er als Erwachsener immer im Fliegengewicht, wobei er sich ganz auf den freien Stil spezialisierte. Im Laufe seiner langen Karriere arbeitete er mit einer ganzen Reihe von Trainern zusammen: Jan Michalczyszyn, Michal Szachow, Pietko Sirakow, Jan Frankiewicz, Józef Wojtasik, Ludvik Kuflowski und Eugeniusz Najmark.
1972 wurde Stecyk erstmals polnischer Meister im Fliegengewicht. Im selben Jahr gab er bei der Europameisterschaft in Kattowitz auch sein Debüt bei einer internationalen Meisterschaft, kam dort aber nur auf den 9. Platz. Im Jahr 1974 gewann Władysław Stecyk bei der Europameisterschaft in Madrid im Fliegengewicht seine erste Medaille, die bronzene. Diesen Erfolg wiederholte er ein Jahr später in Ludwigshafen am Rhein.
1976 wurde Stecyk auch bei den Olympischen Spielen in Montreal eingesetzt. Er zeigte dort gute Leistungen und siegte u. a. über den Bulgaren Nermedin Selimow. Er wurde aber von Alexander Iwanow aus der Sowjetunion und dem überragenden Japaner Yūji Takada besiegt und erreichte den 6. Platz.
Sehr erfolgreich war Stecyk im Jahr 1977. Zunächst gewann er im Frühjahr bei der Europameisterschaft in Bursa erneut die Bronzemedaille und im Herbst wurde er in Lausanne sogar Vize-Weltmeister im Fliegengewicht. Dabei gelangen ihm bemerkenswerte Siege über die Spitzenringer Henryk Gál aus Ungarn, Hartmut Reich aus der DDR und Nermedin Selimow. Nur gegen Yuji Takada zog er wieder den kürzeren.
Weitere Bronzemedaillen gewann Stecyk bei den Europameisterschaften 1978 in Sofia und 1980 in Prievidza. In Prievidza bezwang er dabei auch den bundesdeutschen Meister Fritz Niebler.
Zum Höhepunkt der Karriere von Władysław Stecyk wurden die Olympischen Spiele 1980 in Moskau. Er trat dort in hervorragender Form an, gewann fünf Kämpfe und unterlag nur dem sowjetischen Sportler Anatoli Beloglasow. Für diese Leistungen wurde er mit der Silbermedaille belohnt.
Die letzte Medaille bei einer internationalen Meisterschaft gewann Stecyk schließlich bei der Europameisterschaft 1983 in Budapest, als er hinter dem neuen Superstar Valentin Jordanow aus Bulgarien und Šaban Trstena aus Jugoslawien den 3. Platz belegte.
1985 trat Władysław Stecyk vom internationalen Ringergeschehen zurück. 1988 wagte er jedoch ein Comeback und wurde für die Olympischen Spiele in Seoul nominiert. Er rang wiederum im Fliegengewicht, gewann seine beiden ersten Kämpfe, schied aber dann nach drei Niederlagen aus und belegte den 11. Platz.

## Polnische Meisterschaften
Władysław Stecyk wurde in den Jahren 1972, 1974, 1976, 1977, 1978, 1979, 1981, 1983, 1988 und 1995 polnischer Meister im Fliegen- bzw. Bantamgewicht.

## Internationale Erfolge
(OS = Olympische Spiele, WM = Weltmeisterschaft, EM = Europameisterschaft, F = freier Stil, Fl = Fliegengewicht)
- 1972, 3. Platz, Intern. Turnier in Zakopane, F, Fl, hinter Radew, Bulgarien, und Henryk Gál, Ungarn, und vor Wieslaw Konczak, Polen;

- 1972, 9. Platz, EM in Kattowitz, F, Fl, mit einem Sieg über Otto Köb, Österreich, und Niederlagen gegen Mario Sabattini, BRD, und Arsen Alachwerdiew, UdSSR;

- 1973, 1. Platz, Turnier in Poznań, F, Fl, vor Heinz Nettesheim, BRD, und Kalitka, Polen;

- 1973, 5. Platz, EM in Lausanne, F, Fl, mit einem Sieg über Mario Sabattini und Niederlagen gegen Ali Riza Alan, Türkei, und Henryk Gál;

- 1973, 2. Platz, Turnier in Łódź, F, Fl, hinter Wieslaw Konczak und vor Mario Sabattini;

- 1973, 13. Platz, WM in Teheran, F, Fl, nach Niederlagen gegen Yūji Takada, Japan, und Ibrahim Javadi, Iran;

- 1974, 3. Platz, EM in Madrid, F, Fl, nach Siegen über Juan Gonzalez, Spanien, und Hans Schenk, Schweiz, und Niederlagen gegen Telman Paschajew, UdSSR, und Ognjan Nikolow, Bulgarien;

- 1975, 3. Platz, EM in Ludwigshafen am Rhein, F, Fl, mit Siegen über Maurice Bourdin, Frankreich, und Giuseppe Bognanni, Italien, und Niederlagen gegen Ognajan Nikolow und Ali Riza Alan;

- 1975, 5. Platz, WM in Minsk, F, Fl, mit einem Sieg über Ali Riza Alan und Niederlagen gegen Ion Arapu, Rumänien, und Henryk Gál;

- 1976, 6. Platz, OS in Montreal, F, Fl, mit Siegen über Jemran Monhochir, Mongolei, Nermedin Selimow, Bulgarien, und Julien Mewis, Belgien, und Niederlagen gegen Yuji Takada und Alexander Iwanow, UdSSR;

- 1977, 1. Platz, Turnier in Freiburg im Breisgau, F, Fl, vor Hartmut Reich, DDR, Mario Sabattini und Fritz Niebler, beide BRD;

- 1977, 3. Platz, EM in Bursa, F, Fl, mit Siegen über Kamil Özdag, Türkei, Henryk Gál, Ignat Dumitru, Rumänien, und Jean Schattemann, Frankreich, und Niederlagen gegen Hartmut Reich und Alexander Iwanow;

- 1977, 2. Platz, WM in Lausanne, F, Fl, mit Siegen über Randy Miller, USA, Kim Ui Kon, Nordkorea, Ghadir Nakodchi, Iran, Henryk Gál, Nermedin Selimow und Hartmut Reich und einer Niederlage gegen Yuji Takada;

- 1978, 1. Platz, Turnier in Freiburg im Breisgau, F, Fl, vor Fritz Niebler und Heinz Thiel, DDR;

- 1978, 3. Platz, EM in Sofia, F, Fl, mit Siegen über Lajos Szabó, Ungarn, Mihal Kapolka, Tschechoslowakei, und Hartmut Reich und Niederlagen gegen Telman Paschajew und Nermedin Selimow;

- 1978, 8. Platz, WM in Mexiko-Stadt, F, F, mit Siegen über Kim Jon-Kyu, Südkorea, und Kamil Özdag, Türkei, und Niederlagen gegen Anatoli Beloglasow, UdSSR, und Yuji Takada;

- 1979, 4. Platz, WM in San Diego, F, Fl, mit Siegen über Gombyn Chischigbaatar, Mongolei, und Chris Brown, Australien, und Niederlagen gegen Hartmut Reich und James Haines, USA;

- 1980, 2. Platz, Turnier in Aschaffenburg, F, Fl, hinter Anatoli Beloglasow und vor Hartmut Reich und Ray Takahashi, Kanada;

- 1980, 3. Platz, EM in Prievidza, F, Fl, mit Siegen über Josef Schwendtner, Tschechoslowakei, Fritz Niebler und Lajos Szabó und Niederlagen gegen Yarugi Schugajew, UdSSR, und Nermedin Selimow;

- 1980, Silbermedaille, OS in Moskau, F, Fl, mit Siegen über Petre Ciarnău, Rumänien, Luis Ocana, Kuba, Kumar Ashok, Indien, Lajos Szabó und Nermedin Selimow und einer Niederlage gegen Anatoli Beloglasow;

- 1981, 1. Platz, Turnier in Freiburg, F, Fl, vor Hartmut Reich, Arschak Sanojan, UdSSR, Ray Takahashi und Lajos Szabó;

- 1981, 5. Platz, EM in Łódź, F, Fl, mit Siegen über Efremow Koce, Jugoslawien, Yarugi Schugajew und Erwin Mühlemann, Schweiz, und Niederlagen gegen Valentin Jordanow, Bulgarien, und Hartmut Reich;

- 1981, 3. Platz, Super-World-Championship (inoffiziell) in Nagoya, F, Fl, hinter Gene Mills, USA, und Toshio Asakura, Japan;

- 1983, 3. Platz, EM in Budapest, F, Fl, hinter Valentin Jordanow und Šaban Trstena, Jugoslawien, und vor Aslan Seyhanlı, Türkei, Lajos Szabó und Erwin Mühlemann;

- 1984, 7. Platz, EM in Jönköping, F, Fl, nach Niederlagen gegen Maurice Bourdin und Valentin Jordanow;

- 1988, 11. Platz, OS in Seoul, F, Fl, mit Siegen gegen G. Lameru, Nigeria, und S. Sapatere, Indonesien, und Niederlagen gegen Aslan Seyhanlı, Maurice Bourdin und Wladimir Togusow, UdSSR